# 영명
영명(永明, 483년 1월 ~ 493년)은 남제(南齊) 무제(武帝) 소색(蕭賾)의 연호이다. 11년 동안 사용하였다. 493년 7월, 무제의 뒤를 이어 즉위한 폐제(廢帝) 소소업(蕭昭業)이 남은 6개월 동안 이어서 사용하였으며, 494년에 개원하였다.

## 개원
- 건원(建元) 5년 1월 2일[1](483년 1월 25일)에 연호를 영명(永明)으로 개원함.[2][3][4][5]

- 영명(永明) 12년 1월 1일[6](494년 1월 23일)에 연호를 융창(隆昌)으로 개원함.[7][8][9][5]

## 연대 대조표
| 영명        | 원년            | 2년        | 3년        | 4년        | 5년        | 6년        | 7년        | 8년        | 9년        | 10년       |
| 서기        | 483년           | 484년      | 485년      | 486년      | 487년      | 488년      | 489년      | 490년      | 491년      | 492년      |
| 간지        | 계해(癸亥)      | 갑자(甲子) | 을축(乙丑) | 병인(丙寅) | 정묘(丁卯) | 무진(戊辰) | 기사(己巳) | 경오(庚午) | 신미(辛未) | 임신(壬申) |
| 북위 (北魏) | 태화(太和) 7년  | 8년        | 9년        | 10년       | 11년       | 12년       | 13년       | 14년       | 15년       | 16년       |
| 영명        | 11년            |            |            |            |            |            |            |            |            |            |
| 서기        | 493년           |            |            |            |            |            |            |            |            |            |
| 간지        | 계유(癸酉)      |            |            |            |            |            |            |            |            |            |
| 북위 (北魏) | 태화(太和) 17년 |            |            |            |            |            |            |            |            |            |

## 동시대 연호

### 중국
북위(北魏)
- 태화(太和) (477년 ~ 500년)

고창국(高昌國)
- 건초(建初) (489년 ~ 496년)

기타 정권
- 당우지(唐寓之) 흥평(興平) (486년)

### 몽골
유연(柔然)
- 영강(永康) (464년 ~ 485년)
- 태평(太平) (485년 ~ 491년)
- 태안(太安) (492년 ~ 505년)

## 같이 보기
- 중국의 연호 목록